# Why Dontcha
Albums de West, Bruce and Laing
Whatever Turns You On
(1973)
Singles
1. The Doctor
Sortie : 1972

Why Dontcha est le premier album studio du power trio, West, Bruce and Laing. Il est sorti en novembre 1972 sur le label Windfall / Columbia et a été produit par le groupe et par Andy Johns (producteur à l'époque des albums de Free).
Il atteindra la 26e place du Billboard 200 aux États-Unis.

## Liste des titres

### Face 1
1. Why Dontcha - (Leslie West, Jack Bruce, Corky Laing) - 3:04
  - Leslie West - guitare, chant
  -  Corky Laing - batterie
2. Out Into the Fields - (West, Bruce, Laing, Pete Brown)  - 4:41
  -  Leslie West - guitare
  -  Corky Laing - batterie
3. The Doctor - (West, Bruce, Laing, Sue Palmer) - 4:29
  - Leslie West - guitare, chant
  -  Corky Laing - batterie
4. Turn Me Over - (West, Bruce, Laing) - 2:45
  - Leslie West - guitare slide
  -  Corky Laing - batterie, chant
5. Third Degree - (Eddie Boyd, Willie Dixon) - 5:14
  - Leslie West - guitare
  -  Corky Laing - batterie

### Face 2
1. Shake Ma Thing (Rollin' Jack) - (West, Bruce, Laing) - 3:17
  - Leslie West - guitare, chant
  -  Corky Laing - batterie
2. While You Sleep - (West, Bruce, Laing) - 3:24
  - Leslie West - dobro, chant, violon
  -  Corky Laing - guitare rythmique
3. Pleasure - (West, Bruce, Laing, Brown) - 4:01
  - Leslie West - guitare
  -  Corky Laing - batterie
4. "Love is Worth the Blues" - (West, Bruce, Laing) - 4:12
  - Leslie West - guitare, chant, violon
  -  Corky Laing - batterie
5. Pollution Woman - (West, Bruce, Laing, Brown) - 4:28
  - Leslie West - guitare électrique et acoustique
  -  Corky Laing - batterie

## Musiciens
- Leslie West: chant, guitares, dobro, violon
- Jack Bruce: chant, basse, claviers, guitare acoustique, harmonica, chœurs
- Corky Laing: batterie, percussions, guitare rythmique sur "While You Sleep", chant sur "Turn me Over"

## Charts
| Pays                       | Durée du classement | Meilleur classement | Date           |
| -------------------------- | ------------------- | ------------------- | -------------- |
| États-Unis (Billboard 200) | 20 semaines         | 26e                 | 6 janvier 1973 |

## références
1. ↑  (en) « Billboard 200 », sur elpee.jp (consulté le 8 décembre 2023)